# مانيل بوش
مانيل بوش (بالإسبانية: Manel Bosch)‏ مواليد 19 سبتمبر 1967، هو لاعب كرة سلة إسباني بدأ مسيرته الاحترافية في سنة 1983. يبلغ طوله 6 قدم 6 بوصة (2.0 م). اعتزل اللعب في 2003.

## الميداليات
| الميدالية | المسابقة                         |
| --------- | -------------------------------- |
| برونزية   | بطولة أمم أوروبا لكرة السلة 1991 |

## روابط خارجية
- مانيل بوش على موقع الاتحاد الدولي لكرة السلة (الإنجليزية)
- مانيل بوش على موقع الدوري الإسباني لكرة السلة (الإسبانية)
- مانيل بوش على موقع كرة السلة الأوروبية.كوم (الإنجليزية)
- مانيل بوش على موقع ريلجم (الإنجليزية)
- مانيل بوش على موقع بروبوليرز (الإنجليزية)
- مانيل بوش على موقع سبورتس رفرنس (الإنجليزية)